# Verzorgingsplaats Sassenheim
Verzorgingsplaats Sassenheim is een Nederlandse verzorgingsplaats, gelegen aan de noordzijde van de A44 in de richting Burgerveen-Den Haag in de verbindingsbogen van afrit 3 in de gemeente Teylingen.
Richting Den Haag: Sassenheim
Richting Burgerveen: Elsgeest